# سپری (سرده)
سپری (نام علمی: Peltaria) نام یک سرده از تیره شب‌بویان است.